# Kazunari Ninomiya
Kazunari Ninomiya (二宮和也, Ninomiya Kazunari, Edogawa, Tóquio, 17 de Junho de 1983) é um ator e cantor japonês, membro da banda Arashi, juntamente com Aiba Masaki  (相葉雅紀), Matsumoto Jun (松本潤), Ōno Satoshi (大野智) e Sakurai Shō (櫻井翔).
Além de atuar em várias séries de TV e filmes, foi o primeiro membro do grupo a participar de um filme de Hollywood.

## Carreira
Kazunari Ninomiya se juntou à agência Johnny's Entertainment em 19 de junho de 1996, com 13 anos. Antes de estrear como um membro do Arashi, Ninomiya fez parte dos grupos MAIN (com Matsumoto Jun, Aiba Masaki, Ikuta Toma), Best Beat Boys (B.B.B) e Beautiful American Dreams (B.A.D).
Em 1999, em Honolulu, Hawaii, estreou  como integrante do Arashi. Fez várias séries, como Stand up!!, Yasashii Jikan , Haikei, chichiue-sama e Yamada Taro Monogatari. Tornou-se mundialmente conhecido ao atuar em Cartas de Iwo Jima, dirigido por Clint Eastwood. Apresenta, junto com os outros membros do Arashi, Himitsu no Arashi-chan, VS Arashi e Arashi no Shukudai-kun.

## Filmografia

### Dramas
- Freeter, Ie wo Kau. (フリーター、家を買う。) como Take Seiji (Fuji TV, 2010)
- Saigo no Yakusoku (最後の約束) como Yamagiwa Shoji (Fuji TV, 2010)
- Tengoku de Kimi ni Aetara (TBS, 2009)
- DOOR TO DOOR (僕は脳性まひのトップセールスマン) como Kurasawa Hideo (TBS, 2009)
- Ryusei no Kizuna (流星の絆) como Ariake Koichi (TBS, 2008)
- Maou (魔王) como Kumada Masayoshi (TBS, 2008, ep.1)
- Yamada Taro Monogatari (山田太郎ものがたり) como Yamada Taro (TBS, 2007)
- Marathon (マラソン)  (TBS, 2007)
- Haikei, chichiue-sama (拝啓、父上様) como Tawara Ippei (Fuji TV, 2007)
- Sukoshi wa, ongaeshi ga dekitakana (少しは、恩返しができたかな) (TBS, 2006)
- Yasashii Jikan (優しい時間) como Yakui Takuro (Fuji TV, 2005)
- Minami-kun no Koibito 2004 (南くんの恋人 )(TV Asahi, 2004)
- Stand Up!! (TBS, 2003)
- Netsuretsu Teki Chuuka Hanten (熱烈的中華飯店) (Fuji TV, 2003)
- Handoku!!! (ハンドク!!!) (TBS, 2001)
- Namida o Fuite (涙をふいて) (Fuji TV, 2000)
- V no Arashi (Vの嵐) (Fuji TV, 1999)
- Kowai Nichiyoubi (怖い日曜日) (NTV, 1999, ep8)
- Abunai Houkago (あぶない放課後) (TV Asahi, 1999)
- Nekketsu Renai Michi (熱血恋愛道) (NTV, 1999, ep1)
- Akimahende (あきまへんで) (TBS, 1998)
- Nijuroku ya Mairi (二十六夜参り) (TBS, 1998)
- Amagi Goe (1998)

### Filmes
- Gantz (2011)
- Ohoku 「大奥」 (2010)
- Kiiroi Namida 「黄色い涙」 (2007)
- Tekkon Kinkreet como Kuro (dublagem) 「鉄コン筋クリート」 (2006)
- Letters from Iwo Jima 「硫黄島からの手紙」 (2006)
- Pika**nchi Life is Hard Dakara Happy 「ピカ☆☆ンチ　Ｌｉｆｅ　ｉｓ　Ｈａｒｄ　だから　Ｈａｐｐｙ」(2004)
- Ao no Honoo (A luz azul) 「青の炎」 (2003)
- Pika*nchi Life is Hard Dakedo Happy 「ピカ☆ンチ　Ｌｉｆｅ　ｉｓ　Ｈａｒｄ　だけど　Ｈａｐｐｙ」 (2002)

### Teatro
- 理由なき反抗　(Rebelde sem causa) (2004)
- シブヤから遠く離れて (Shibuya Kara Tooku Hanarete, como Naoya) (2004)
- Stand By Me (como Chris Chambers) (1997)

### CM
- Pino
- O'Zack
- McDonald's
- Coca Cola
- Parco
- Petit